# 18647 Václavhübner
18647 Václavhübner è un asteroide della fascia principale. Scoperto nel 1998, presenta un'orbita caratterizzata da un semiasse maggiore pari a 2,5395718 UA e da un'eccentricità di 0,0444593, inclinata di 3,71338° rispetto all'eclittica.